# كريستيان كيتسينغ
كريستيان كيتسينغ (بالإستونية: Kristjan Kitsing)‏ مواليد 11 ديسمبر 1990 في تالين، هو لاعب كرة سلة إستوني. بدأ مسيرته الاحترافية في سنة 2008. يلعب مع باكين بيرز. يحمل الرقم 33. يبلغ طوله 6 قدم 9 بوصة (2.1 م). لعب مع نادي جامعة تالين للتقنية لكرة السلة وباكين بيرز.